# Авангард (футзальний клуб, Жовті Води)
Авангард  — український футзальний клуб, який представляє місто Жовті Води Дніпропетровської області. Учасник чемпіонату України з футзалу 1994 і 1996 років.

## Історія
Футзальна команда «Авангард» заснована 1990 року в Жовтих Водах і представляла місцевий гірничий комбінат СхідГЗК. Організатором команди — Віктор Коваленко. Клуб був відділом однойменного футбольного колективу, заснованого ще в 50-их роках XX століття. У 1990 році «Авангард» стартував у чемпіонаті СРСР з футзалу. Також виступав у регіональних змаганнях. У 1992 році жовтоводці стали бронзовими призерами неофіційного розіграшу Першої ліги України. Команда не володіла стабільним фінансуванням, від гри до гри з футзалістами могли розраховуватися різні спонсори. У складі «Авангарду» не було гравців-зірок, деякі з гравців одночасно виступали і в аматорському чемпіонаті країни з футболу.
У 1993 році «Авангард» почав брати участь у всеукраїнських турнірах з футзалу. Першим великим турніром для команди став «Кубок Великого Дніпра», який проходив у Запоріжжі. «Авангард» взяв участь в чемпіонаті України 1993/94 і посів сьоме місце серед шістнадцяти команд, а Віктор Бакум, який грав в «Авангарді», став найкращим бомбардиром турніру (58 голів в 25 іграх). Сезон 1994/95 закінчив на 12 місці. Наступним й останнім виступом «Авангарду» чемпіонаті України став сезон 1996 року. Команда виступила невдало, посіла останнє чотирнадцяте місце в чемпіонаті. Однак у наступному сезоні клуб відмовився від подальших виступів на професіональному рівні, а потім з перервами грав в аматорських змаганнях.
У 1999 році в Жовтих Водах створено Асоціацію міні-футболу (футзалу), президентом якої обрано арбітра ФІФА Юрій Зоріна.

## Клубні кольори та форма
| Жовтий | Бордовий |

Гравці команди свої домашні поєдинки зазвичай проводили у формі жовтого кольору.

## Досягнення
- Перша ліга України
  -  Бронзовий призер (1): 1992 (неофіційний)

- Вища ліга України
  - 7-ме місце (1): 1993/94

## Структура клубу

### Домашня арена
Домашні поєдинки клуб проводив у Залі СК СхідГЗК, яка вміщує 500 сидячих місць.

### Спонсори
- гірничий комбінат СхідГЗК у Жовтих Водах;
- Банк ІНКО

## Відомі тренери
- Василь Кузьмінський (1990–1993)
- Сергій Лементарьов (1992)
- Володимир Поморцев (1993–1994)